# Detektiverna
Detektiverna är ett underhållningsprogram i serieformat på SVT. Programmet hade premiär på SVT Play den 19 april 2024 och på SVT1 den 21 april. Detektiverna är en originalidé som har utvecklats av SVT. Inspelning av programmet pågick under hösten 2023.
I juni 2024 rapporterades att det kommer bli en andra säsong av programmet med en planerad premiär på SVT våren 2025.

## Upplägg
Detektiverna går ut på att deltagarna får testa på livet som detektiver. De ska leta efter och hitta ledtrådar samt lösa diverse uppdrag. Varje avsnitt kommer ett nytt uppdrag och deltagarna kommer under serien att hantera övervakningskameror, vittnesförhör och spaningsuppdrag. Deltagarna turas om att vara spelledare och detektiver där de tävlar i lag om två. I slutet av serien kommer en deltagare att koras till seriens mästerdetektiv.

## Deltagare

### Säsong 1
- Nassim Al Fakir
- Arantxa Alvarez (vinnare)
- Morgan Alling
- Anis Don Demina
- Nisse Hallberg
- Sussie Eriksson
- Keyyo

### Säsong 2
- Pia Johansson
- Behrouz ”Berra” Badreh
- Kalle Moraeus
- Assia Dahir
- Penny Parnevik
- Pontus Bjernekull Mörner (vinnare)
- Henrik Nyblom